# Pelicope
Pelicope (лат.) — род мелких наездников подсемейства Microgastrinae из семейства Braconidae (Ichneumonoidea).

## Распространение
Неарктика.

## Описание
Мелкие паразитические наездники (около 3 мм). От близких родов отличается большой второй кубитальной ячейкой крыла, крупным гипопигием со срединными складками, длинным яйцекладом с щетинками, гладкими первым тергитом и проподеумом. Жгутик усика 16-члениковый. Нижнечелюстные щупики 5-члениковые, нижнегубные щупики состоят из 3 сегментов. Дыхальца первого брюшного тергиты находятся на латеротергитах. Паразитируют предположительно на гусеницах бабочек (собраны на Yucca).

## Классификация
Род был впервые выделен американским энтомологом Уильямом Ричардом Мейсоном в 1981 году на основании типового вида Pelicope yuccamica. Pelicope принадлежит к подсемейству Microgastrinae и сходен с Eocardiochiles.